# I sacrificati
I sacrificati o I sacrificati di Bataan (They Were Expendable) è un film di guerra del 1945 diretto da John Ford, con Robert Montgomery e John Wayne. Alcune scene, a causa di una malattia che colpì Ford, furono dirette da Robert Montgomery.

## Trama
Filippine 1942, all'inizio della seconda guerra mondiale, il tenente Brickley è fiducioso dei PT Boats (Patrol Torpedo) da impiegare contro la Marina giapponese, ma i suoi superiori non credono nell'efficacia delle motosiluranti. Il tenente Rusty Ryan (John Wayne) fa tacere le proprie ambizioni di carriera, raggiunge la squadriglia di Brickley ed entra in azione.

## Distribuzione

### Critica
Grande film di guerra, inspiegabilmente sottostimato e in alcuni casi ingenerosamente e lapidariamente censito da moderni dizionari di filmologia ("È la storia di due ufficiali della marina americana che combattono contro i giapponesi con molto coraggio ma con poca intelligenza.")
Le scene di battaglia dove le piccole torpediniere inseguono le potenti navi giapponesi, sono eccezionalmente ben fatte. 

Il film, girato prima della fine della guerra, si ispira alle reali esperienze del tenente John Bulkeley, amico del regista, a capo di una squadriglia di PT Boats (motosiluranti) nelle Filippine, insignito di una Medaglia d'onore.